# Crassula orbicularis
Crassula orbicularis ist eine Pflanzenart aus der Gattung Dickblatt (Crassula) innerhalb der Familie der Dickblattgewächse (Crassulaceae). Sie ist ein Florenelement der Capensis.

## Beschreibung

### Vegetative Merkmale
Crassula orbicularis wächst rosettenartig als ausdauernde Pflanze und erreicht Wuchshöhen von 2 bis 4 Zentimetern. Durch seitliche Sprosse werden dichte Gruppen mit einem Durchmesser von 30 bis 50 Zentimeter gebildet. Die kurzen Haupttriebe sind oft mit sprossenden, langen und bogigen Ausläufern versehen. Die grünen Blätter stehen zu 10 bis 12 in dichten Rosetten mit einem Durchmesser von bis zu 6 Zentimeter. Die Blattspreite ist flach ausgebildet. Die Unterseite der bei einer Länge von 30 bis 45 Millimetern und einer Breite von 10 bis 16 Millimetern verkehrt-lanzettlichen Blätter ist purpurfarben. Die Ränder der Blätter sind bewimpert und die Blattspitze ist zugespitzt.

### Generative Merkmale
Die Blütezeit reicht vom Winter bis in den Hochsommer. Der endständige Blütenstand wird durch aufsteigende, verlängerte Thyrsen mit zahlreichen Dichasien gebildet und ist bis 16 Zentimeter hoch. Der Blütenstandsschaft ist 3 bis 7 Zentimeter lang. Der Blütenstiel ist nur etwa 1 Millimeter lang.
Die zwittrige Blüte ist radiärsymmetrisch mit doppelter Blütenhülle. Die kurzröhrige Blütenkrone besitzt einen Durchmesser 2 bis 4 Millimetern. Die weißen Kronzipfel sind bei einer Länge von bis zu 3 Millimetern eiförmig bis lanzettlich.

## Vorkommen
Crassula orbicularis ist in den südafrikanischen Provinzen Westkap, Ostkap und KwaZulu-Natal verbreitet. Der Wuchsort ist im Schatten von Dickichten.

## Taxonomie
Die Erstveröffentlichung von Crassula orbicularis erfolgte 1753 durch Carl von Linné. Synonyme für Crassula orbicularis L. sind Purgosea orbicularis (L.) P.V.Heath, Crassula sedoides Mill. und Crassula rosularis Haw.. Das Artepitheton orbicularis bedeutet ‚kreisförmig, kreisrund‘ (lat. orbiculus; Verkleinerung von orbis ‚Kreis‘).

## Nachweise